# رود لاما

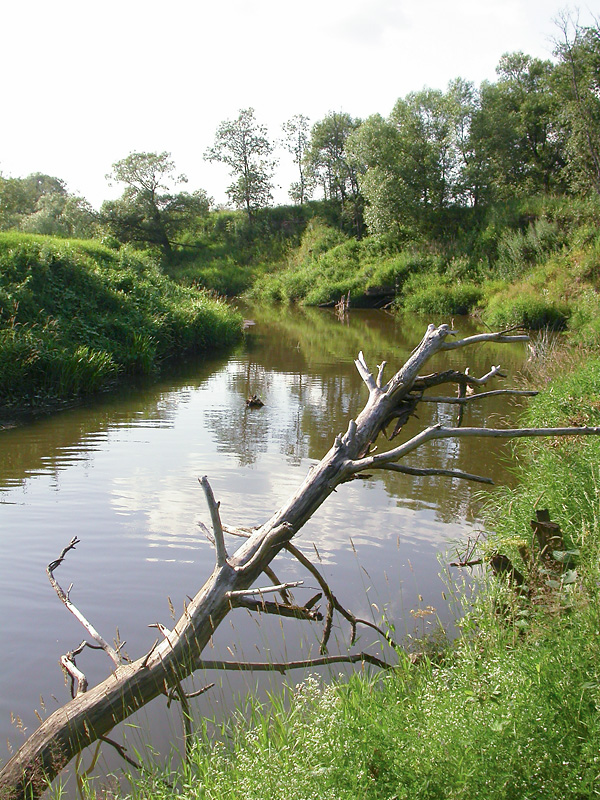
تصویری از رود لاما

رود لاما (روسی:Ла́ма) رودی در استان مسکو و استان تور در روسیه می‌باشد. درازای این رود ۱۳۹ کیلومتر و مساحت حوضه آبریز آن ۲۳۳۰ کیلومتر مربع است. رود لاما در نوامبر یخ می‌زند و تا اواخر مارس و اوایل آوریل، در زیر لایه‌ای یخ باقی می‌ماند. در گذشته، رود لاما بخشی از آبراه مهم رودخانه ولگا به رود مسکووا محسوب می‌شد. شهر وولوکولامسک از قرن ۱۲ میلادی تا امروز بر روی این رودخانه قرار داشته‌است.